# احمد تایدیان سوآری
احمد تایدیان سوآری (انگلیسی: Ahmed Tidiane Souaré؛ زادهٔ ۱۹۵۱) یک سیاست‌مدار اهل گینه است. 